# Merionoeda subulata
Merionoeda subulata là một loài bọ cánh cứng trong họ Cerambycidae.